# Petr Vrabec
Petr Vrabec (ur. 5 czerwca 1962 w Mladej Boleslavi) – czeski piłkarz występujący na pozycji pomocnika. Trener piłkarski. Reprezentant Czechosłowacji.

## Kariera klubowa
Vrabec karierę rozpoczynał w 1984 roku w drugoligowym zespole VTJ Tábor. W 1985 roku przeszedł do pierwszoligowej Sparty Praga. Sześć razy wywalczył z nią mistrzostwo Czechosłowacji (1987, 1988, 1989, 1990, 1991, 1993), dwa razy wicemistrzostwo Czechosłowacji (1986, 1992) oraz trzy razy Puchar Czechosłowacji (1988, 1989, 1992).
W 1993 roku Vrabec przeszedł do niemieckiego drugoligowca, Stuttgarter Kickers. W 2. Bundeslidze zadebiutował 28 lipca 1993 w zremisowanym 0:0 meczu z Hannoverem 96. W Kickers spędził sezon 1993/1994, w którym spadł z nim do Regionalligi. Wówczas odszedł do czeskiej Viktorii Žižkov, grającej w pierwszej lidze. Występował tam przez jeden sezon.
W 1996 roku Vrabec został graczem drugoligowego Chmelu Blšany. W sezonie 1997/1998 awansował z nim do pierwszej ligi, a w 2000 roku zakończył karierę.

## Kariera reprezentacyjna
W reprezentacji Czechosłowacji Vrabec zadebiutował 24 marca 1993 w zremisowanym 1:1 meczu eliminacji Mistrzostw Świata 1994 z Cyprem. 2 czerwca 1993 w wygranym 5:2 pojedynku eliminacji tego samego turnieju z Rumunią strzelił swojego jedynego gola w kadrze. W drużynie narodowej rozegrał 3 spotkania, wszystkie w 1993 roku.